# Православна духовна академия „Св. св. Кирил и Методий“
Православната духовна академия „Св. св. Кирил и Методий“ е висше училище на Българската православна църква в Пловдив.

## Основаване
По молба на пловдивския митрополит Николай Светият синод на БПЦ, с решение от 18 декември 2013 г., дава съгласието си в Пловдив да бъде открита Православна духовна академия „Св. св. Кирил и Методий“. Предвидено е да се помещава в сградата на Пловдивската духовна семинария, а нейната издръжка в началото да е изцяло от църквата. За ректор е определен отец Добромир Костов
След получаване на разрешение от страна на Министерския съвет (чл. 33, ал. 7 от Закона за вероизповеданията) академията започва прием на студенти от есента на 2014 г. Обучението е 8 семестъра, редовно и задочно.
Жени се приемат само задочно. Предвижда се студентите да живеят в пансион.